# Pseudaclytia pseudodelphire
Pseudaclytia pseudodelphire là một loài bướm đêm thuộc phân họ Arctiinae, họ Erebidae.